# موريس لاروي
موريس لاروي (بالفرنسية: Maurice Larrouy)‏ أو رينيه ميلان (1882-1939). وهو كاتب فرنسي. حصل على جائزة فيمينا الأدبية عام 1917.

## روابط خارجية
- موريس لاروي على موقع IMDb (الإنجليزية)
- موريس لاروي على موقع ميوزك برينز (الإنجليزية)